# Acacia omalophylla
Acacia omalophylla — вид квіткових рослин з родини бобових. Ареал: Австралія (Новий Південний Уельс, Квінсленд, Вікторія).

## Середовище
Він зустрічається в напівпосушливих регіонах.

## Біоморфологічна характеристика
Це кущ або невелике дерево (5–10 метрів). Цвіте взимку та навесні.

## Використання
Деревина та кора A. omalophylla використовуються для виготовлення знарядь і знарядь, таких як палиці та ручки сокир. Насіння перемелюють у борошно, щоб зробити невеликі хлібці (хліб), а смолу можна використовувати для приготування солодкого напою.